# Austrocylindropuntia vestita
Austrocylindropuntia vestita là một loài thực vật có hoa trong họ Cactaceae. Loài này được (Salm-Dyck) Backeb. mô tả khoa học đầu tiên năm 1939.

## Hình ảnh

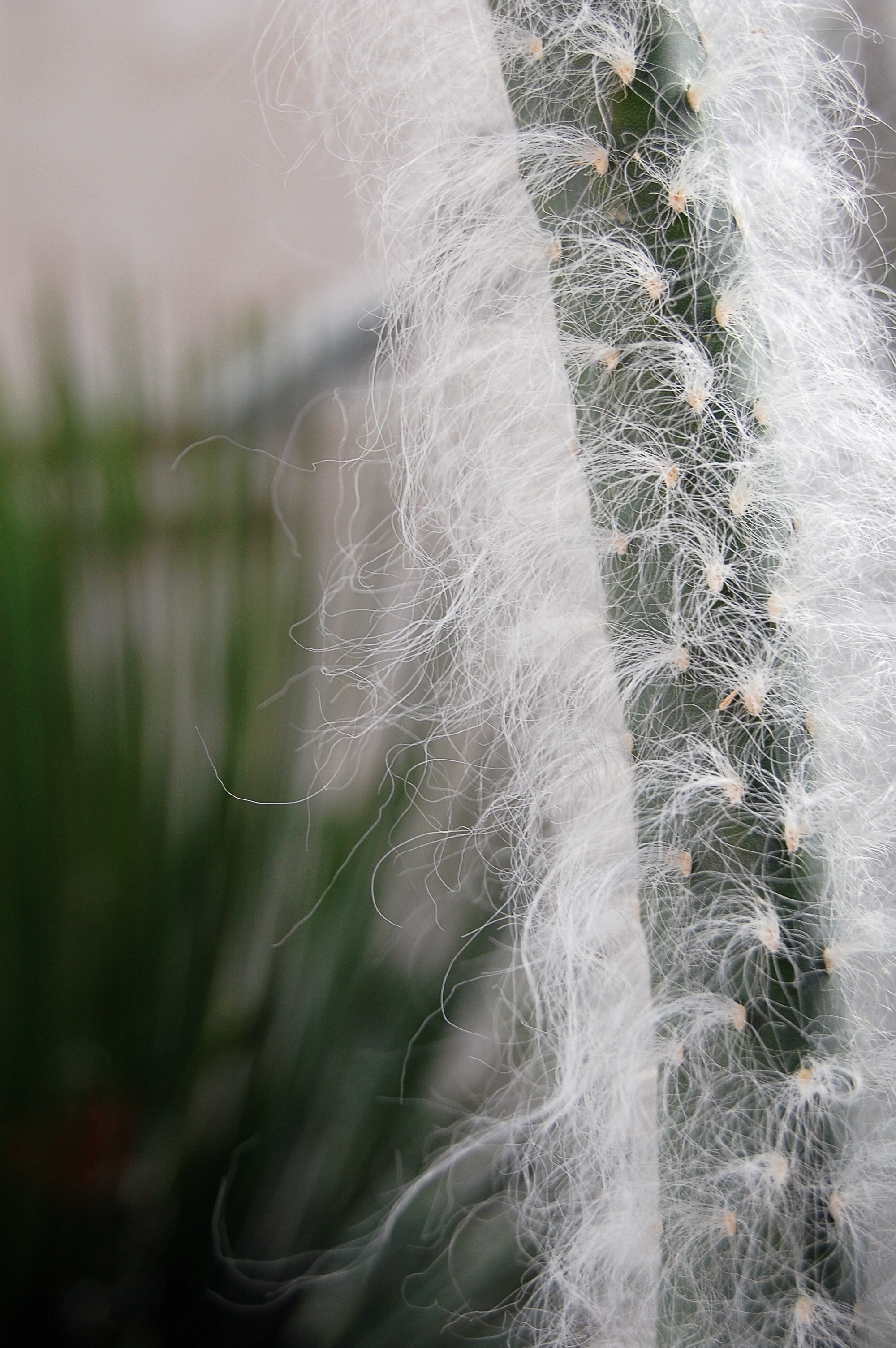
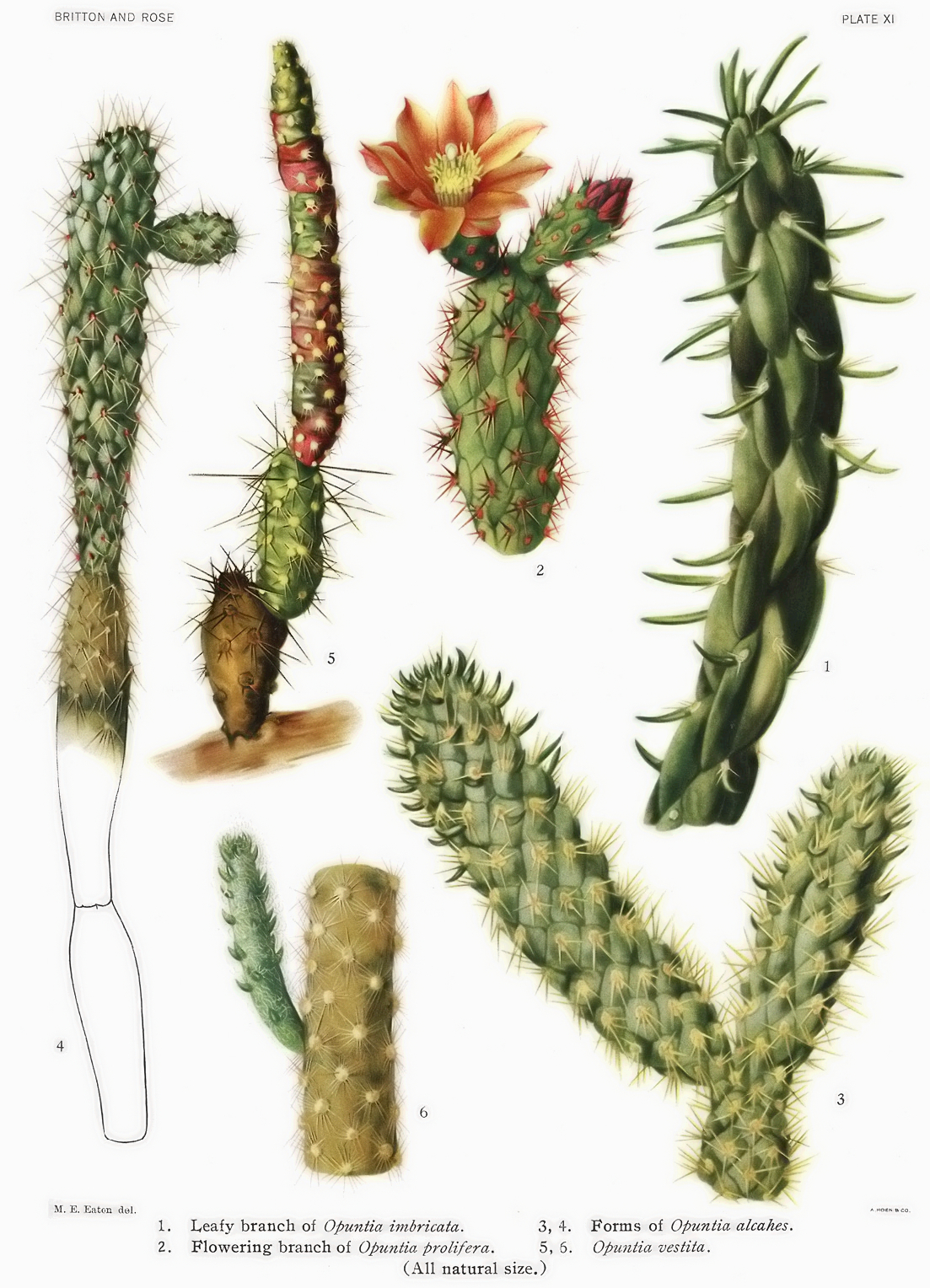
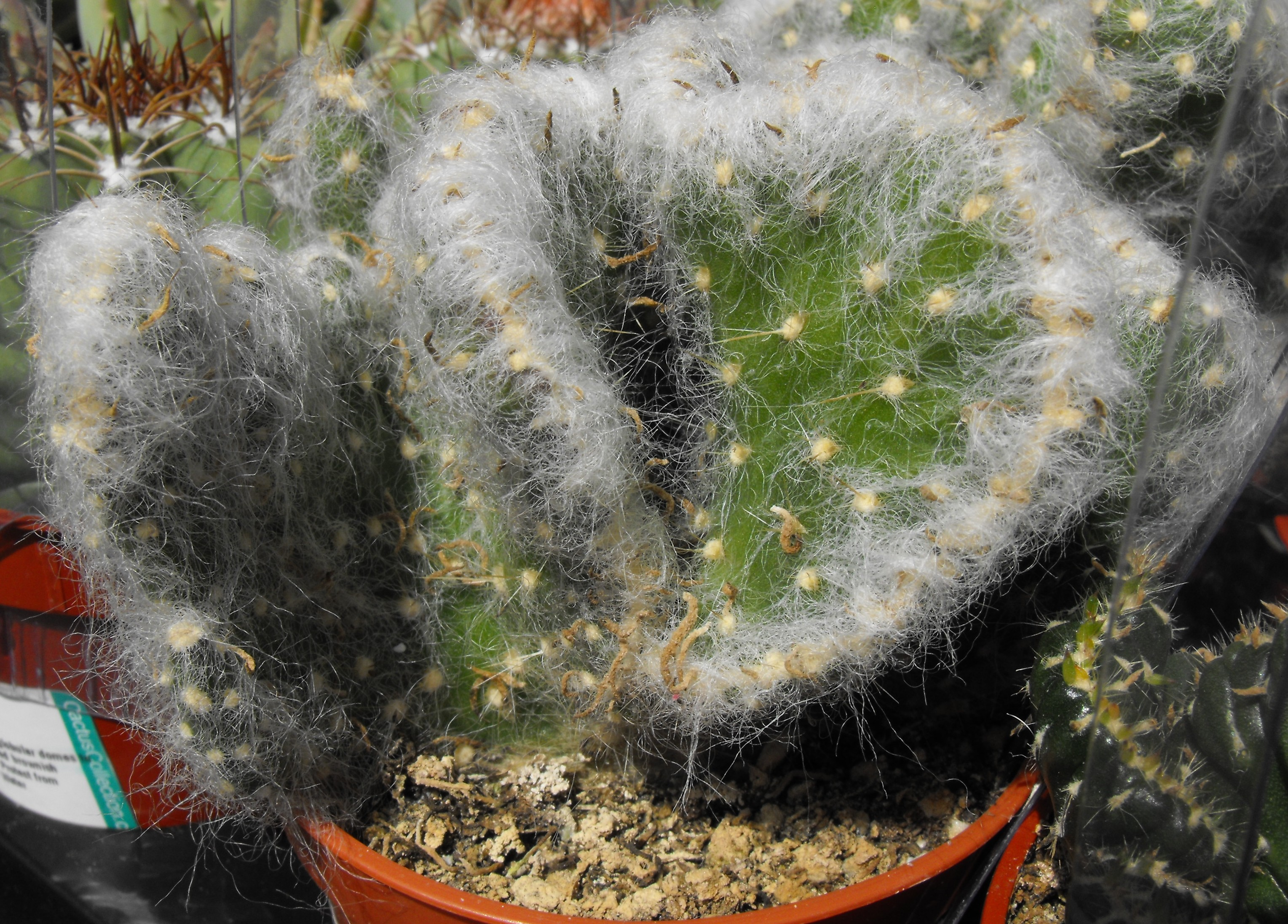